# Ernst von Eschwege (Politiker, 1818)
Friedrich Ernst von Eschwege (* 25. April 1818 in Wolfsanger; † 2. Juni 1901 ebenda) war ein deutscher Jurist und als Vertreter des Domänenfiskus Mitglied der Ersten Kammer des kurhessischen Kommunallandtags.

## Leben

### Herkunft und Familie
Friedrich Ernst von Eschwege entstammte dem hessischen Uradelsgeschlecht Eschwege, aus dem zahlreiche namhafte Persönlichkeiten hervorgegangen sind. Er war ein Sohn des Oberforstmeisters Carl Friedrich von Eschwege (1782–1855) und dessen Ehefrau Johanna Elisabeth Wild (1782–1858). Sein Onkel Wilhelm Ludwig von Eschwege (1777–1855) war Geologe und Geograph.
Sein Bruder Rudolf (1821–1875) war ebenfalls Abgeordneter.
Am 16. November 1884 heiratete er in Blankenburg/Harz Hedwig von Jäckel (1854–1906).

### Werdegang und Wirken
Nach dem Studium der Rechtswissenschaften war er zunächst als Referendar beim Obersteuerkollegium Kassel und von 1850 an bei der Kommission für die Verwaltung des Forstwesens tätig, bis er 1854 in das Hessische Finanzministerium wechselte und dort sich in der Abteilung Domänen mit Vermögensangelegenheiten beschäftigen musste. Im folgenden Jahr wurde er dort Oberfinanzassistent und stieg 1860 zum Oberfinanzrat auf.
1867 wechselte er als Preußischer Regierungsrat zur Bezirksregierung Kassel.
In den Jahren von 1868/1869, 1871/1872, 1874/1875, 1879 und 1884 war er als Vertreter des Domänenfiskus Mitglied der Ersten Kammer des Kurhessischen Kommunallandtags des preußischen Regierungsbezirks Kassel.
1893 ging er in den Ruhestand.

## Auszeichnungen
- Geheimer Regierungsrat
- Roter Adlerorden mit Schleife